# Stěpan Gavrilovič Glotov
Stěpan Gavrilovič Glotov (rusky Степан Гаврилович Глотов, asi 1729? Jarensk – 5. května 1769 Unimak) byl ruský navigátor, objevitel, lovec a obchodník s kožešinami. Byl prvním ruským kapitánem, který vplul do vod východních Aleutských ostrovů a první, kdo objevil ostrov Kodjak a několik dalších aljašských ostrovů.

## První cesty
Glotovova první zaznamenaná plavba je z roku 1746, kdy vyplul z Kamčatky na lov mořských vyder a tuleňů s lodí Ioann (Jan) patřící obchodníkovi Fjodoru Cholodilovovi z Toťmy. Lovci přezimovali na Beringově ostrově a následující jaro vpluli do střední části Aleutských ostrovů, které byly nedlouho před tím objeveny ruskými průzkumníky.
V letech 1758–1762 se spolu s kozáky z Nižněkamčatského ostrogu vydal na lodi Svatý Julián, která patřila moskevskému obchodníkovi Ivanu Nikiforovovi, na velkou expedici, během níž měl objevovat nové ostrovy a od tamějších domorodců vybírat jasak. Dne 2. září 1758 vyplul z Kamčatky, po 9 dnech plavby dorazil ke Komadorským ostrovům, kde přezimoval na Měděném ostrově. Odtud se vydal východním směrem, do Pacifiku. Dne 1. září 1759 se vylodil na neznámém ostrově, který dnes nese název Umnak. Během vylodění došlo ke střetu s domorodými Aleuťany, během něhož padli dva kozáci a kapitán Glotov byl zraněn. I přes konflikt během vylodění se snažil Glotov s domorodci vyjednat a uzavřít mír. Nakonec na Umnaku strávil tři zimy, během nichž nashromáždil přes tisíc kožešin z lišek (Glotov jako první přivezl do Ruska z Aljašky velké množství liščích kožešin) a také velké množství kůží z mořských vyder. V období 1759–1762 objevil několik dalších ostrovů ze skupiny Liščích ostrovů. Spolu s velitelem kozáků Savinem Ponomarjovem a obchodníkem Petrem Šiškinem vytvořil podrobnou mapu Aleutských ostrovů. Expedice se vrátila na Kamčatku 31. srpna 1762. Glotov ve své zprávě popsal 29 nových ostrovů a jejich faunu.

## Expedice v roce 1762
V říjnu 1762 vyplul na lodi Adrian a Natálie, patřící kupci Lapinovi, z Kamčatky na Aleutské ostrovy. Posádku tvořilo 38 Rusů a 8 Kamčadalů. Glotov opět přezimoval na Měděném ostrově, k Aleutským ostrovům se vydal na jaře následujícího roku. Během této výpravy objevil několik dalších ostrovů, včetně Kodjaku.
Během expedice Glotov a jeho muži potlačili Aleutské povstání na Liščích ostrovech. Aleuti byli nespokojeni s přílivem ruských lovců na jejich ostrovech, nechtěli platit daně a nelíbil se jim ruský přístup – proto povstali proti ruské nadvládě. Aleutům se podařilo vypálit mnoho ruských budov na ostrovech a zničit několik ruských ukotvených lodí.
Během své první expedice na Aleutské ostrovy se Glotov projevil jako diplomat a mírotvůrce. Nyní se rozhodl ukázat jako ten, kdo potlačí povstání. Vypálil několik aleutských vesnic na Umnaku a než byl aleutský odpor zlomen, bylo zabito tři až pět tisíc domorodců, včetně žen a dětí. Touto vzpourou skončila aleutská nezávislost a ostrovy se staly definitivně součástí Ruska.

## Poslední plavba a smrt
V říjnu 1768 se Glotov podílel na expedici vedené Krenicynem a Levašovem, která objevila 200 kilometrů severního pobřeží Aljašského poloostrova a především záliv Port Moller Bay.
Během zimování na ostrově Unimak na jaře 1769 Glotov zemřel na kurděje.
Po Glotovovi je pojmenována hora na ostrově Kodiak a také ulice v jeho rodném Jarensku. V roce 1992 archeologové lokalizovali místo, kde byl Glotov napaden ozbrojenými Unangany.